# Полный церковнославянский словарь
Полный церковнославянский словарь (рус. дореф. Полный церковно-славянскій словарь)  — популярный толковый словарь, составленный протоиереем Григорием Дьяченко для объяснения слов и оборотов, встречающихся в церковнославянских и древнерусских рукописях и книгах.

## Описание
Напечатан в типографии Вильде в 1899 году. Содержит до 30 000 слов (по исчислению составителя). XXXVIII + 1120 страниц. Неоднократно переиздавался в Российской Федерации репринтным способом церковными и светскими издательствами.
Источником для словаря послужили не только современные автору библейские, церковно-богослужебные, церковно-практические (Кормчая, Номоканон и прочие) и церковно-назидательные (прологи, патерики, Четьи-Минеи, сборники святоотеческих поучений и другие) книги, но и письменные памятники начальной и допетровской Руси (летописи, былины, сказки, пословицы, изборники, грамоты, договоры, судные грамоты, уложения и другое), а также изданные ранее и рукописные словари и грамматики древне- и церковнославянского языков.
Издание предназначается священнослужителям, преподавателям русского и церковнославянского языков, специалистам в области филологии, истории и этимологии русского языка.
Словарь Дьяченко остаётся наиболее полным словарём церковнославянского языка и, несмотря на критику некоторых статей, «является самым востребованным и популярным церковнославянским словарем».

## Переиздания (репринты)
- Издательский отдел Московского Патриархата, 1993 г., ISBN 5-87301-068-4;
- Издательство «Терра», 1998 г.;
- Издательство «Отчий дом», 2001 г., 2005 г., 2009 г., 2011 г. (тираж 5000 экз.), ISBN 5-86809-048-9;
- Издательство «ЁЁ Медиа», 2012 г., ISBN 978-5-458-27741-9;
- Бертельсманн Медиа Москау (ЗАО «БММ»), 2013 г., тираж 9000 экз., ISBN 978-5-88353-562-7.